# 조너선 모스토
조너선 모스토(Jonathan Mostow, 1961년 11월 28일 ~ )는 미국의 영화 감독이다.

## 참여 작품

### 영화
- 브레이크다운 (영화)
- U-571 (영화)
- 터미네이터 3
- 써로게이트 (2009년 영화)
- 헤이츠
- 당신에게도 사랑이 다시 찾아올까요?
- 헌터스 프레어

#### 프로듀서
- 더 게임 (1997년 영화)
- 핸콕 (영화)

### 텔레비전
- 더 라스트 쉽 (드라마)